# HD 42834
HD 42834，又名CD-45 2349，SAO 217758、HR 2211，是一颗恒星，视星等为6.31，位于銀經252.67，銀緯-25.77，其B1900.0坐标为赤經6h 7m 47.4s，赤緯-45° -25.77′ 35″。